# جيمس دبليو. ناي
جيمس دبليو. ناي (بالإنجليزية: James W. Nye)‏ هو محامي وقاضي وسياسي أمريكي، ولد في 10 يونيو 1815 في دي رويتر في الولايات المتحدة، وتوفي في 25 ديسمبر 1876 في وايت بلينس في الولايات المتحدة. نشط حزبياً في الحزب الجمهوري. وقد انتخب عضو مجلس الشيوخ الأمريكي.